# Мамаєво (Граховський район)
Мама́єво (рос. Мамаево) — присілок в Граховському районі Удмуртії, Росія.

## Населення
Населення — 166 осіб (2010; 232 у 2002).
Національний склад станом на 2002 рік:
- удмурти — 88 %

## Урбаноніми[3]
- вулиці — Клубна, Колгоспна, Мічуріна, Молодіжна